# Lago Verde (Figueroa)
El lago Verde es un cuerpo de agua superficial ubicado en la Región de Aysén y vierte sus aguas al Río Figueroa (Aysén).

## Ubicación y descripción
El lago Verde es capaz de influir sobre el clima de la zona intercambiando calor con la atmósfera, regulando la temperatura y crea de esa manera un microclima favorable al desarrollo humano.: 159 

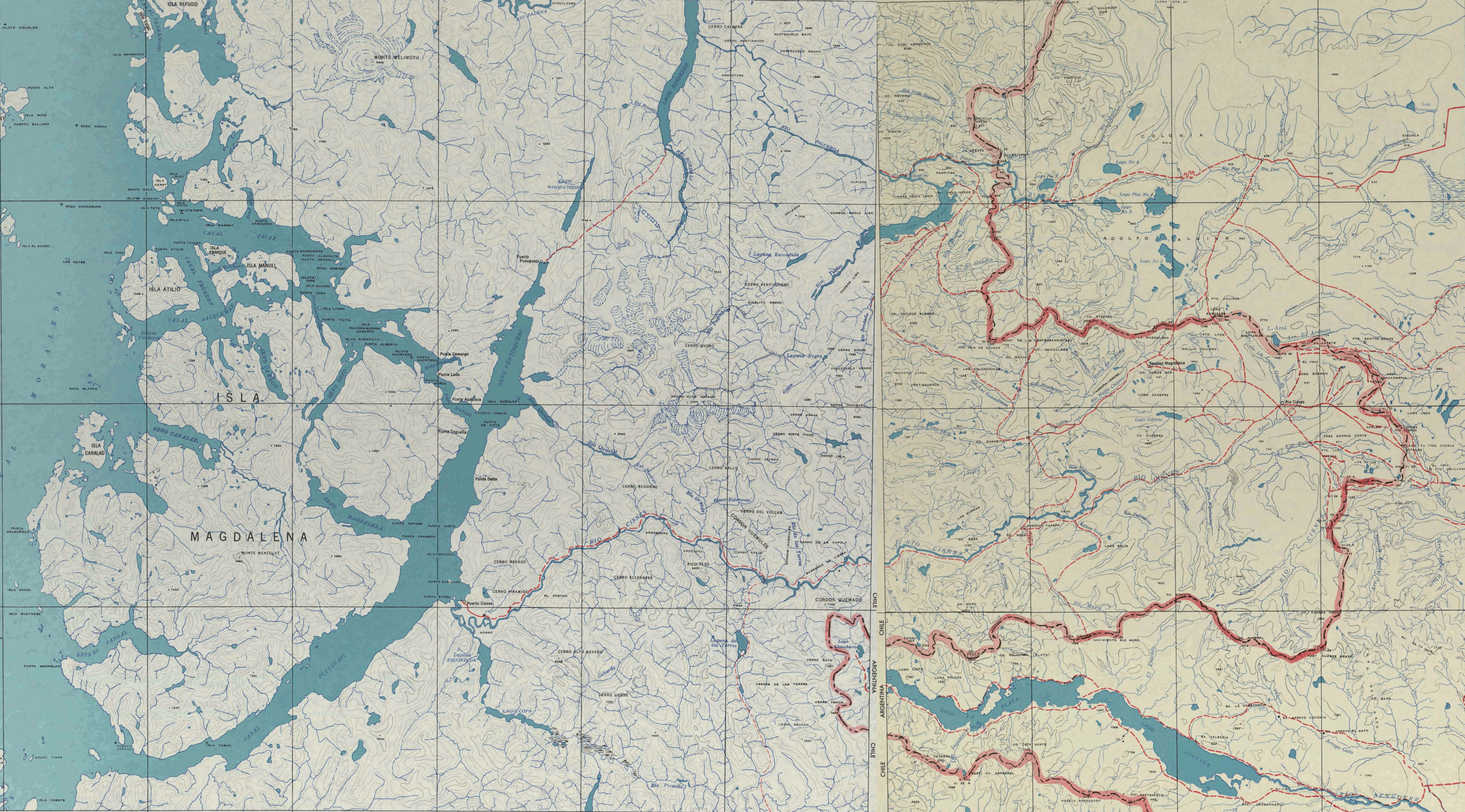
El lago Verde se encuentra al norte de la cuenca media del río Cisnes.

## Historia
Luis Risopatrón lo describe en su Diccionario Jeográfico de Chile (1924):
Verde (Lago). Es estenso i se encuentra a 290 m de altitud, en la banda S del curso superior del río Figueroa, del que es tributario.

## Población, economía y ecología
SERNATUR lo describe como:: 20 
Tiene una superficie de 119 km2. y un perímetro de 70.5 km., su ancho es de 8 km. y su longitud de 12 km. Se caracteriza por el color de sus aguas de color verde turquesa con abundantes especies de trucha salmonídeas, especialmente en el sector denominado Cacique Blanco. El lago está encajonado entre cordones montañosos destacando el de la Sierra Negra. Sus aguas fluyen por el río Figueroa hasta el lago Rosselot.